# Десёновское (поселение)
Поселе́ние Десёновское — бывшее муниципальное образование и административная единица со статусом поселение в составе Новомосковского административного округа Москвы. Упразднено 8 мая 2024 года в процессе административно-территориальной реформы ТиНАО. Правопреемником поселения Десёновское являются органы местного самоуправления и управа городского округа Троицк. 
Муниципальное образование было создано в составе Ленинского муниципального района Московской области в 2005 году со статусом сельского поселения и включило тогда 14 населённых пунктов позже упразднённого Десёновского сельского округа. С 1 июля 2012 года муниципальное образование было включено в состав Москвы в ходе реализации проекта по расширению территории города.
Глава администрации — Алябьев Александр Валерьевич, глава поселения и председатель Совета депутатов — Коломыцев Александр Евгеньевич.
По принятому в 2024 году закону города поселение было преобразовано, части его территорий отошли району Коммунарка и городскому округу Троицк.

## Географические данные
Общая площадь — 52,99 км². Муниципальное образование находится в южной части Новомосковского административного округа и граничит:
- с поселением Воскресенское (на северо-востоке)
- с поселением Филимонковское (на севере)
- с Троицким административным округом (на западе)
- с городским округом Подольск Московской области (на юге)

По территории поселения проходит участок Калужского шоссе А130.

## Население
| 2009    | 2010    | 2012    | 2013    | 2014    | 2015    | 2016    | 2017    | 2018    | 2019    |
| ------- | ------- | ------- | ------- | ------- | ------- | ------- | ------- | ------- | ------- |
| 12 083  | ↗13 748 | ↗13 889 | ↗14 119 | ↗14 126 | ↗14 262 | ↗14 574 | ↗14 707 | ↗16 901 | ↗22 413 |
| 2020    | 2021    | 2023    | 2024    |         |         |         |         |         |         |
| ↗23 519 | ↗38 788 | ↗45 606 | ↗47 195 |         |         |         |         |         |         |

### Национальный состав
По итогам переписи населения 2020 года проживали следующие национальности (национальности менее 0,1 % и другое, см. в сноске к строке «Другие»):
| Национальность | Численность, чел. | Доля     |
| -------------- | ----------------- | -------- |
| Русские        | 31 480            | 81,16 %  |
| Армяне         | 514               | 1,33 %   |
| Татары         | 448               | 1,15 %   |
| Таджики        | 377               | 0,97 %   |
| Украинцы       | 344               | 0,89 %   |
| Узбеки         | 243               | 0,63 %   |
| Азербайджанцы  | 204               | 0,53 %   |
| Молдаване      | 114               | 0,29 %   |
| Осетины        | 104               | 0,27 %   |
| Киргизы        | 83                | 0,21 %   |
| Белорусы       | 82                | 0,21 %   |
| Грузины        | 66                | 0,17 %   |
| Калмыки        | 65                | 0,17 %   |
| Чуваши         | 63                | 0,16 %   |
| Корейцы        | 56                | 0,14 %   |
| Казахи         | 52                | 0,13 %   |
| Чеченцы        | 51                | 0,13 %   |
| Другие         | 4442              | 11,46 %  |
| Итого          | 38 788            | 100,00 % |

## Состав поселения
Муниципальное образование поселение Десёновское в существующих границах было образовано в 2005 году на основании Закона Московской области «О статусе и границах Ленинского муниципального района и вновь образованных в его составе муниципальных образований». В его состав вошли 14 населённых пунктов бывшего Десёновского сельского округа:
| №  | Населённый пункт | Тип населённого пункта          | Население |
| -- | ---------------- | ------------------------------- | --------- |
| 1  | Ватутинки        | деревня                         | ↗11 081   |
| 2  | Власьево         | деревня                         | ↗94       |
| 3  | Десна            | деревня, административный центр | ↗826      |
| 4  | Евсеево          | деревня                         | ↗63       |
| 5  | Киселёвка        | деревня                         | ↗26       |
| 6  | Кувекино         | деревня                         | ↗97       |
| 7  | Новинки          | деревня                         | ↗34       |
| 8  | Пенино           | деревня                         | ↗172      |
| 9  | Писково          | деревня                         | ↗103      |
| 10 | Пыхчево          | деревня                         | ↗26       |
| 11 | Станиславль      | деревня                         | ↗39       |
| 12 | Тупиково         | деревня                         | ↗89       |
| 13 | Черепово         | деревня                         | ↗50       |
| 14 | Яковлево         | деревня                         | ↗1048     |

В поселении находится несколько жилых комплексов вне границ населённых пунктов: Новые Ватутинки, микрорайон Центральный, микрорайон Южный, Андерсен и Кленовые Аллеи, а также населённый пункт посёлок Ватутинки.

### ЖК Андерсен
Малоэтажный жилой комплекс в 400 метрах от Калужского шоссе и в 500 метрах от деревни Десна. Общая площадь застройки составляет 19,6 га. В стадии строительства находятся 4 и 5 очередь.

### ЖК Кленовые Аллеи

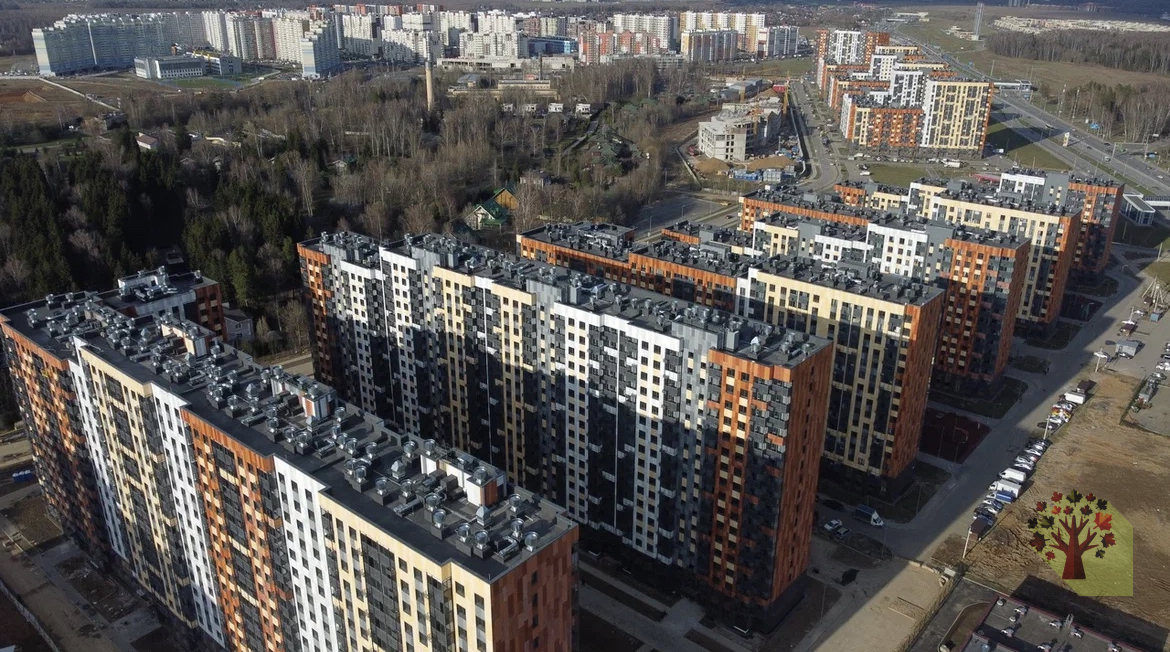
ЖК Кленовые аллеи (2022 год)

Жилой комплекс расположен вдоль Калужского шоссе между улицами Чароитовая и 4-я Ватутинская. Состоит из 15 жилых корпусов переменной этажности от 9 до 17 этажей, котельной, водозаборного узла, подземного паркинга, в планах строительство школы, двух детских садов и торгового центра.
Застройщик ЖК - группа компаний МИЦ.

### Новые Ватутинки

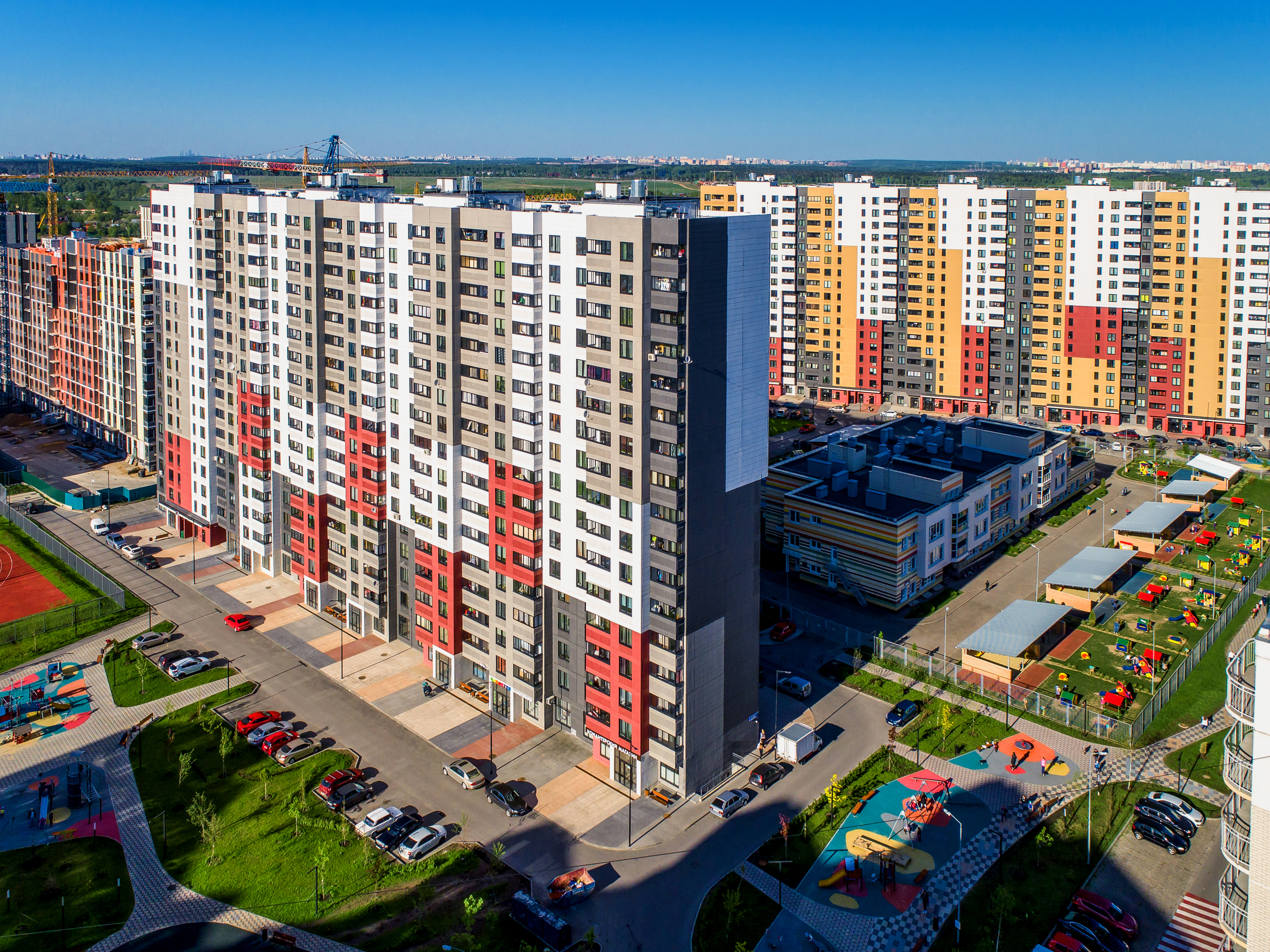
Новые Ватутинки (2018 год)

Район Новые Ватутинки был заложен в декабре 2011 года. Название получил от соседнего поселка Ватутинки. Новые Ватутинки разделены на четыре микрорайона — Центральный (многоэтажная застройка), Южный (малоэтажная застройка), Десна (многоэтажная застройка) и Заречный (реализация не начата). В Центральном микрорайоне планируется ввести более миллиона квадратных метров жилья, и по состоянию на январь 2019 года там проживает 20 тысяч человек. Южный микрорайон состоит из 87 домов, где на январь 2019 года проживает 4200 человек.
Строительство микрорайона Десна начато в 2019 году. Завершить строительство микрорайона на 34 тысячи человек планируется к 2035 году. Помимо социальной инфраструктуры, в планах заявлены  технопарк, торговые, бытовые и спортивные комплексы.
В 2014 году в Новых Ватутинках в эксплуатацию введен газовый котельный комплекс, водозаборный узел со скважиной, очистная станция, школа и детский сад, а спустя год — поликлиника. По состоянию на июнь 2019 года на территории района открыты четыре детских сада, рассчитанных на 690 мест и две школы на 2475 мест. Поликлиника, работающая с 2016 года, рассчитана на обслуживание 26 тысяч жителей. На территории района Новые Ватутинки оборудовано 25 спортивных и детских площадок, а также проложены велодорожки.
В 2018 году два жилых дома на территории района стали победителями городского конкурса лучших проектов в области строительства в номинации «Лучший реализованный проект строительства многоквартирных домов категории стандартного жилья».

## История
Десенский сельсовет был образован в составе Десенской волости Подольского уезда Московской губернии в конце 1910-х годов. Центром сельсовета была деревня Десна (Мостовая) (1919—1924, 1928—1929) и село Филимонки (1924—1928).
По данным Всесоюзной переписи населения 1926 года в сельсовет входило три населённых пункта — деревни Десна-Мостовая и Скворцово и лесная сторожка.
В 1929 году Десенский сельсовет вошёл в состав Красно-Пахорского района (1946—1957 гг. — Калининский район) Московской области, при этом ему была передана территория Станиславльского сельсовета.
Постановлением Московского областного исполнительного комитета от 17 июля 1939 года № 1559 и утверждающим его указом Президиума Верховного совета РСФСР от 17 августа 1939 года Десенскому сельсовету были переданы выведенные из состава Филимонковского сельсовета селения Пенино и Писково, а также селения Ватутинки и Богородское упразднённого Ватутинского сельсовета.
Решением Мособлисполкома от 14 июня 1954 года № 539 и утверждающим его указом Президиума Верховного Совета РСФСР от 18 июня 1954 года в состав сельсовета была включена территория упразднённого Яковлевского сельсовета, а решением от 22 июня 1954 года № 550 населённые пункты Евсеево и Кувекино переданы Сосенскому сельсовету.
В апреле 1955 года планировалось расширение территории рабочего посёлка Троицкий, в состав которого, среди прочих, был включён посёлок гарнизона «Ватутинки» Десенского сельсовета, однако все эти территории были переданы в его административное подчинение.
7 декабря 1957 года в связи с упразднением Калининского района Десеновский сельсовет вошёл в состав Ленинского района Московской области.
В результате проведённых в августе 1960 года преобразований Ленинский район был упразднён, а Десеновский сельсовет передан Подольскому району Московской области, при этом в его состав вошли населённые пункты Евсеево, Кувекино, Лаптево и Расторопово Сосенского сельсовета.
В 1963 году был упразднён уже Подольский район, и до начала 1965 года Десеновский сельсовет находился в составе Ленинского укрупнённого сельского района, после чего был передан восстановленному Ленинскому району. В этот период селения Лаптево и Расторопово были возвращены Сосенскому сельсовету.
Постановлением от 3 февраля 1994 года № 7/6 Московская областная дума утвердила положение о местном самоуправлении в Московской области, согласно которому сельсоветы как административно-территориальные единицы были преобразованы в сельские округа.
В рамках реформы местного самоуправления и в соответствии с Законом Московской области от 28 февраля 2005 года № 79/2005-ОЗ «О статусе и границах Ленинского муниципального района и вновь образованных в его составе муниципальных образований» на территории Ленинского района было образовано сельское поселение Десёновское, в состав которого вошли 14 населённых пунктов позже упразднённого Десёновского сельского округа.
С 1 июля 2012 года сельское поселение Десёновское вошло в состав Новомосковского административного округа Новой Москвы, при этом из его названия было исключено слово «сельское».

## Парки и общественные пространства

### Спортивный парк в поселке Ватутинки
Парк на берегу реки Десны в поселении Десёновское. Расположен в поселке Ватутинки Новомосковского административного округа Москвы. Появился в 2019 году на площади в 11 га. На востоке парк ограничен улицей Дмитрия Кабалевского. На северо-западе — рекой Десной. С юга проходит 1-я Ватутинская улица. Ранее на прилегающей к лесному массиву территории располагался неухоженный стадион. В 2019 году пространство комплексно обустроили по программе «Мой район». Открытие парка состоялось 7 сентября 2019 года. Пространство разделено на 2 части. В западной расположены прогулочные маршруты и зоны отдыха, а в восточной — зона с детскими и спортивными площадками, амфитеатром и сценой. Асфальтовая велодорожка дублирует прогулочные маршруты. Ее длина составляет 1,5 километра. Зимой она служит лыжной трассой. Основное пространство спортивной зоны занимает футбольное поле с трибунами. Между футбольным полем и беговыми дорожками установлены тренажеры, площадка для сдачи норм ГТО, воркаут-зона и детский комплекс с оборудованием для лазанья. Всего в парке обустроено 6 спортивных площадок. Рядом со стадионом расположена полоса препятствий и памп-трек.

### Народный парк 70-летия Победы в ВОВ
Мемориальный парк площадью 2 га. В парке определены 4 зоны: Центральная аллея, спортивная площадка с тренажерами, сцена с небольшим амфитеатром и детская территория площадками, песочницей и качелями, в том числе в виде корзин, а также много-много скамеек для спокойного отдыха.

## Галерея

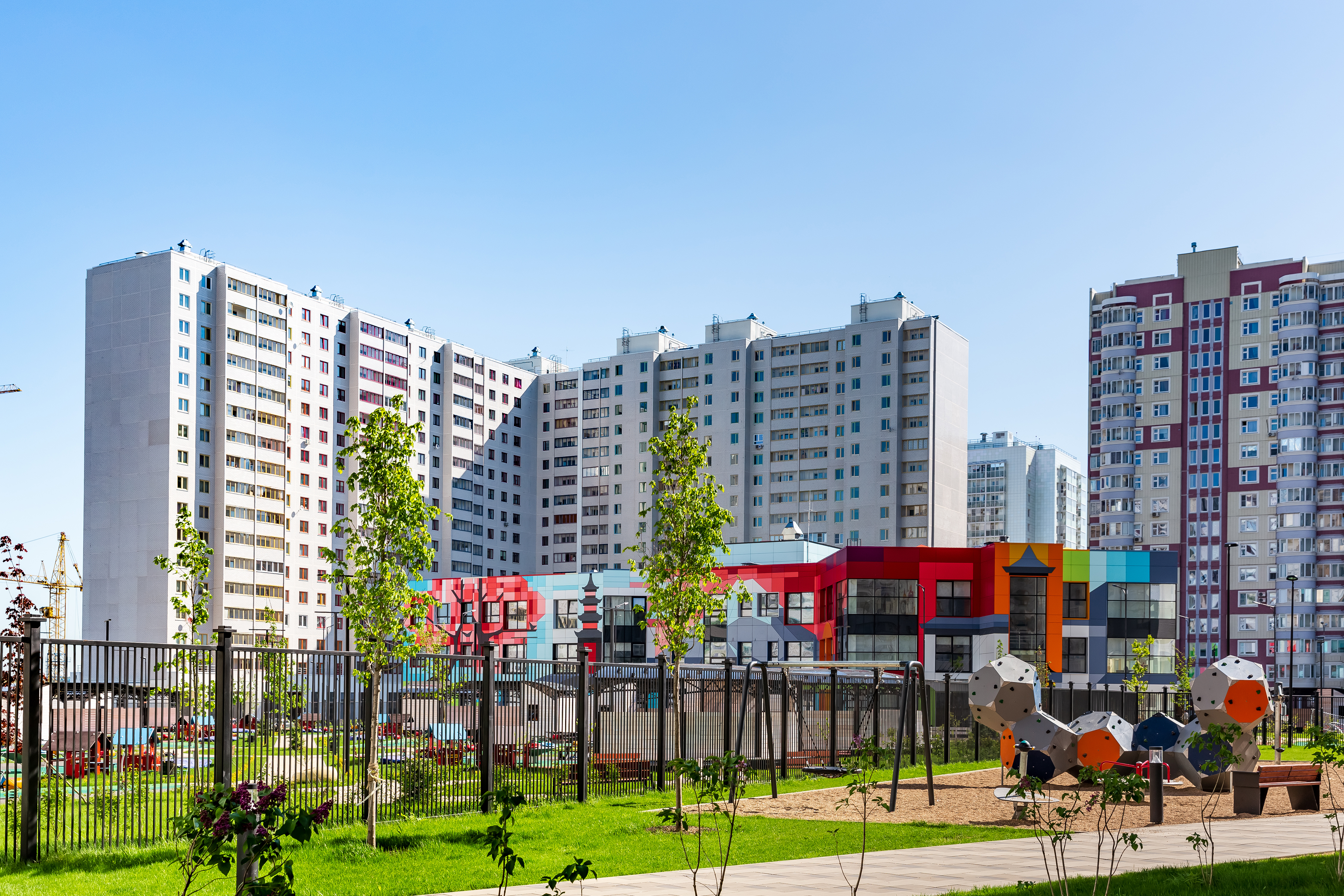
Район "Новые Ватутинки" (мкр.Центральный)
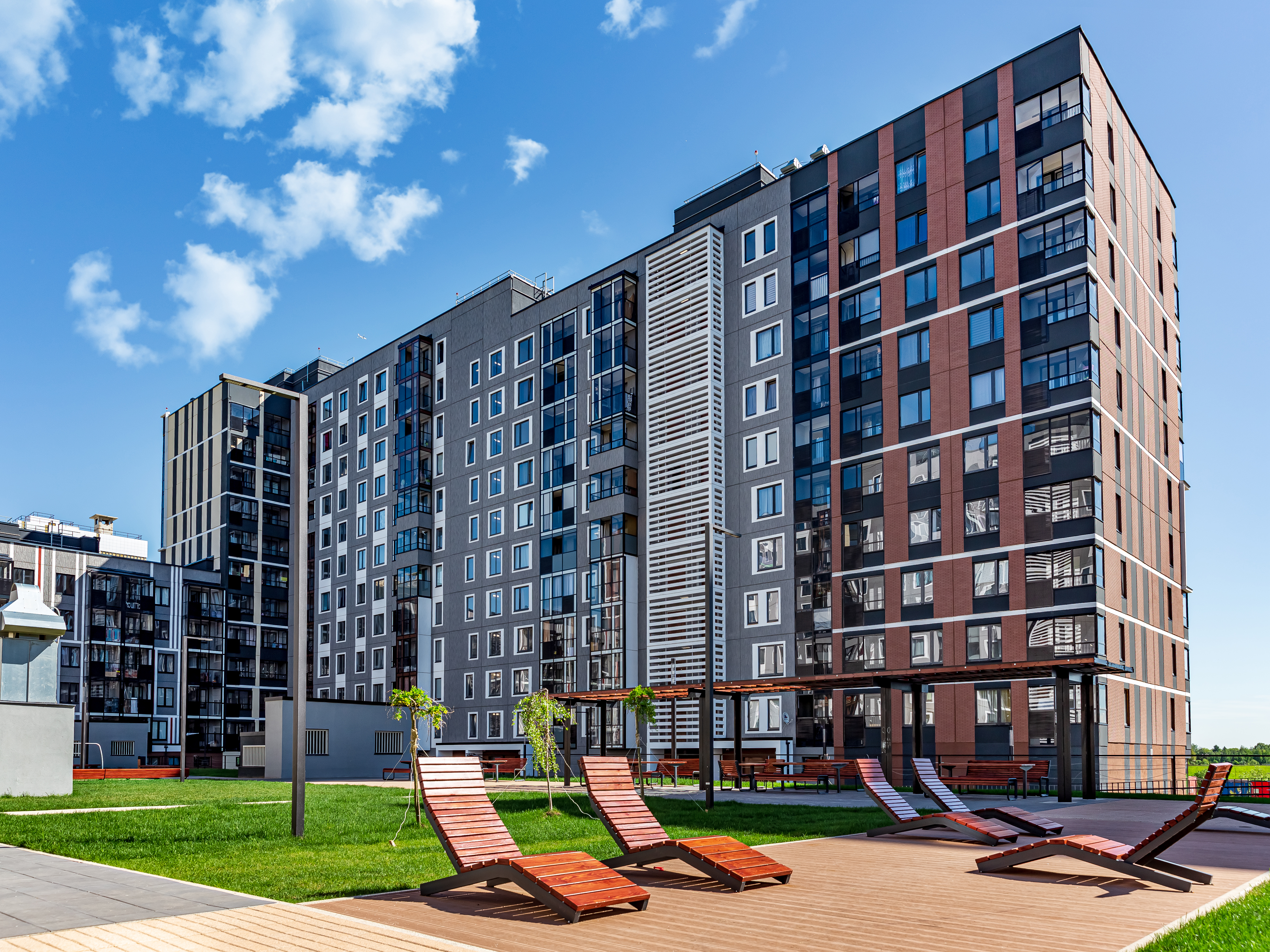
Район "Новые Ватутинки" (мкр.Центральный)
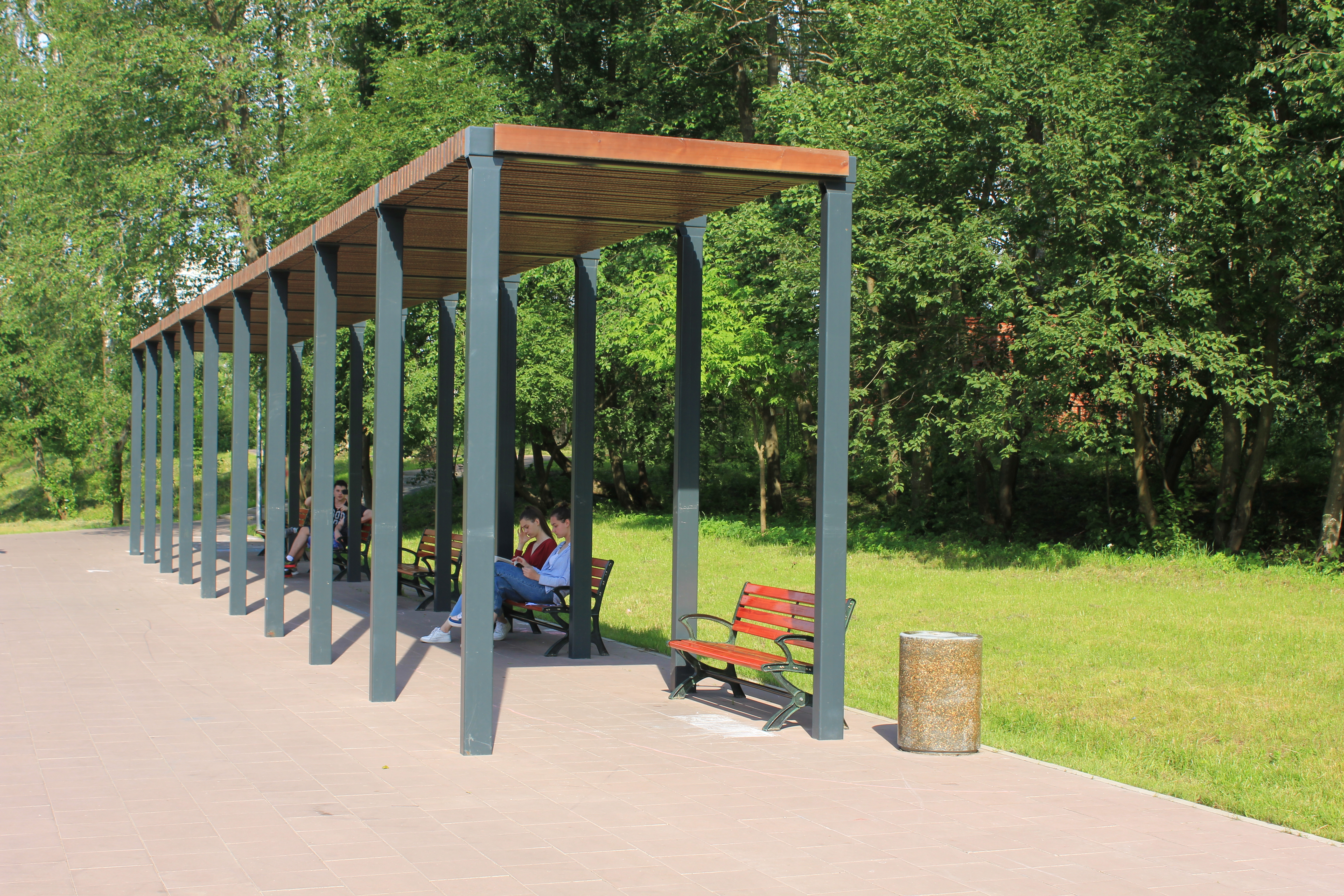
Парк "Ватутинки"
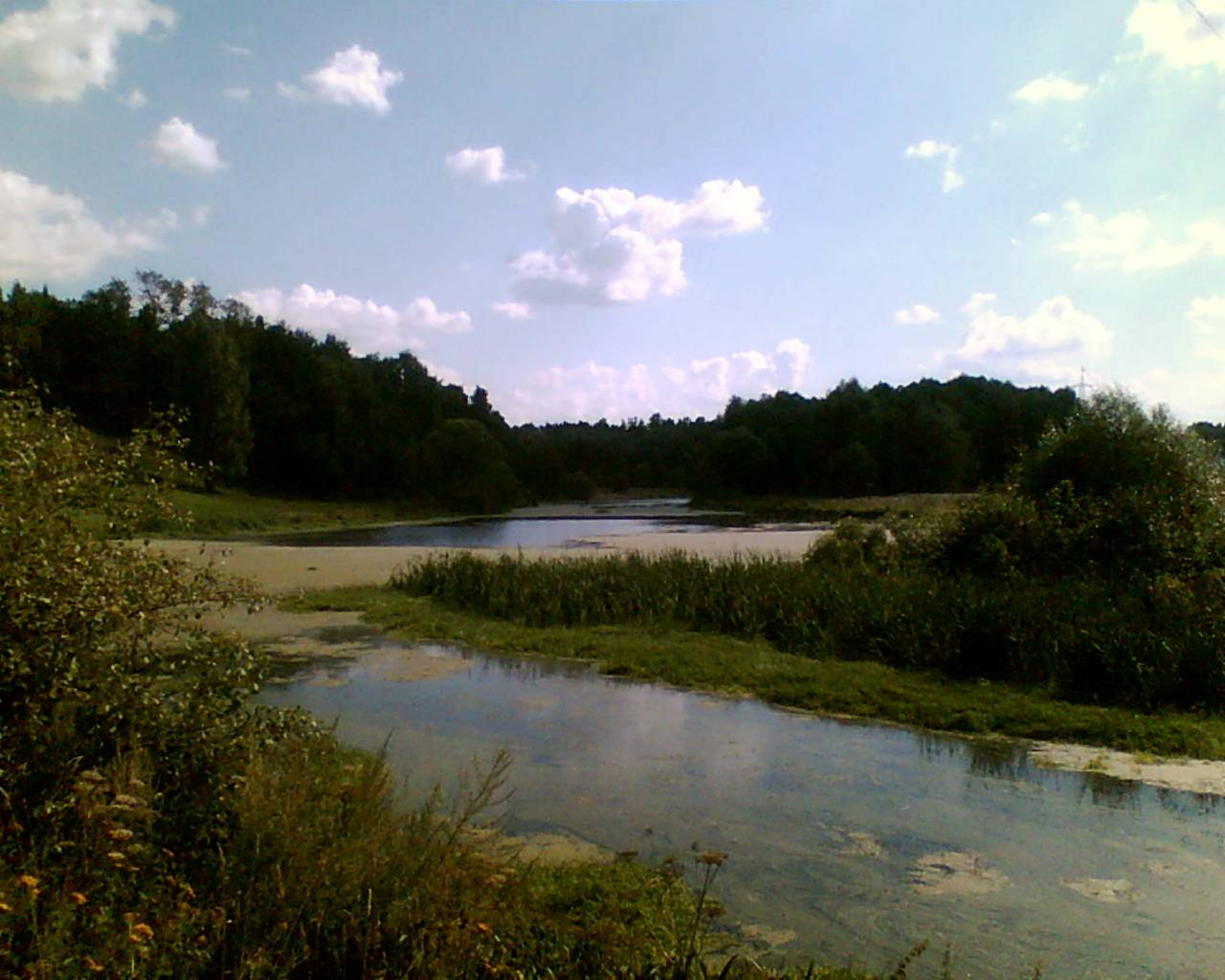
Река Десна